# Osteomeles subrotunda
Osteomeles subrotunda là loài thực vật có hoa trong họ Hoa hồng. Loài này được K. Koch mô tả khoa học đầu tiên năm 1864.